# Drains Bay

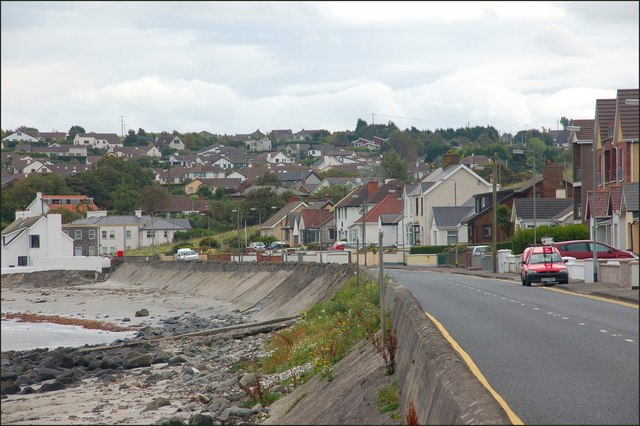
Drains Bay, a partir do sentido sul.

Drains Bay (possivelmente em irlandês:  Draighean) é uma comunidade residencial na costa do Condado de Antrim, Irlanda do Norte. Está aproximadamente a 3 quilômetros (1,9 mi) a norte de Larne e a sul de Ballygalley. 
A vila é principalmente residencial, com predominância de pessoas aposentadas. Alguns moradores viajam diariamente para Larne de carro e de Belfaste, de carro ou de trem (a partir de Larne). Há uma praia nas proximidades, com bancos e mesas para piquenique junto s uma área de recreação. Do outro lado do assentamento existem colinas populares entre os andarilhos locais e também para paisagistas. Não há lojas em Drains Bay.
Ao norte de do local encontra-se o Carnfunnock Country Park.